# Єленинський
Єле́нинський (рос. Еленинский, башк. Еленинский) — присілок у складі Іглінського району Башкортостану, Росія. Входить до складу Іглінської сільської ради.
Населення — 13 осіб (2010; 19 в 2002).
Національний склад:
- башкири — 63 %
- білоруси — 37 %